# Планета зла
Планета зла (англ. Planet of Evil) — вторая серия тринадцатого сезона британского научно-фантастического телесериала «Доктор Кто», состоящая из четырёх эпизодов, которые были показаны в период с 27 сентября по 18 октября 1975 года.

## Сюжет
ТАРДИС принимает сигнал бедствия, и Доктор с Сарой прибывают на планету Зета Минор. Они обнаруживают, что морестранская геологическая экспедиция пала жертвой невидимого убийцы и выжил только её руководитель, профессор Соренсон.
Вскоре на планету для расследования прибывает военная экспедиция с планеты Морестра. Вначале в смертях членов экспедиции они обвиняют Доктора и Сару, но вскоре убийцей оказывается существо из вселенной антиматерии, которое делает это из-за того, что Соренсон взял образцы антиматерии около ямы, служащей мостом между двумя вселенными.
Экспедиция пытается взлететь, но из-за антиматерии на борту их начинает оттягивать обратно на планету. Соренсон сам заражается антиматерией, и постепенно превращается в античеловека, монстра, способного вытягивать жизнь из других.
Командир экспедиции, все более и более нервный Саламар, атакует Соренсона источником радиации, и тот, убив его, начинает создавать копии себя на борту. Доктор, найдя настоящего, перевозит его на ТАРДИС на планету и отправляет его с антиматерией в яму, выполняя сделку, которую он заключил ранее с созданием из антиматерии. Из ямы появляется целый и невредимый Соренсон, и Доктор возвращает его на морестранский корабль, которого теперь не держат силы планеты.

## Трансляции и отзывы
| Эпизод            | Дата показа      | Продолжительность | Телезрители (в миллионах) |
| ----------------- | ---------------- | ----------------- | ------------------------- |
| «Часть 1»         | 27 сентября 1975 | 24:02             | 10,4                      |
| «Часть 2»         | 6 октября 1975   | 22:30             | 9,9                       |
| «Часть 3»         | 13 октября 1975  | 23:50             | 9,1                       |
| «Часть 4»         | 18 октября 1975  | 23:43             | 10,1                      |
| [ 1 ] [ 2 ] [ 3 ] |                  |                   |                           |